# ウール川
ウール川（ウールがわ、l'Eure）は、フランスを流れる川である。オルヌ県ロンニー＝オ＝ペルシュ近郊のマルシャンヴィルに源を発し、ウール県内のポン＝ド＝ラルシュ近くのマルトでセーヌ川に合流する。
流域にはウール＝エ＝ロワール県も含まれる。シャルトル、マントノン、パシー＝シュル＝ウール、ルーヴィエなどいくつもの市町村を流れる。
川はウール県、ウール＝エ＝ロワール県の語源となった。

## 支流
主な支流としてアヴル川（l'Avre）とイトン川（l'Iton）がある。
- 右岸
  - オーネイ川（l'Aunay）
  - ドルエット川（la Drouette）
  - ヴェーグル川（la Vesgre）
- 左岸
  - ドネット川（la Donette）
  - ブレーズ川（la Blaise）
  - アヴル川
  - イトン川